# Kadu
Ricardo Martins de Araújo, meglio noto come Kadu (Brasilia, 20 luglio 1986), è un calciatore brasiliano, difensore del Penapolense.